# تفريغ كهربائي في الغاز

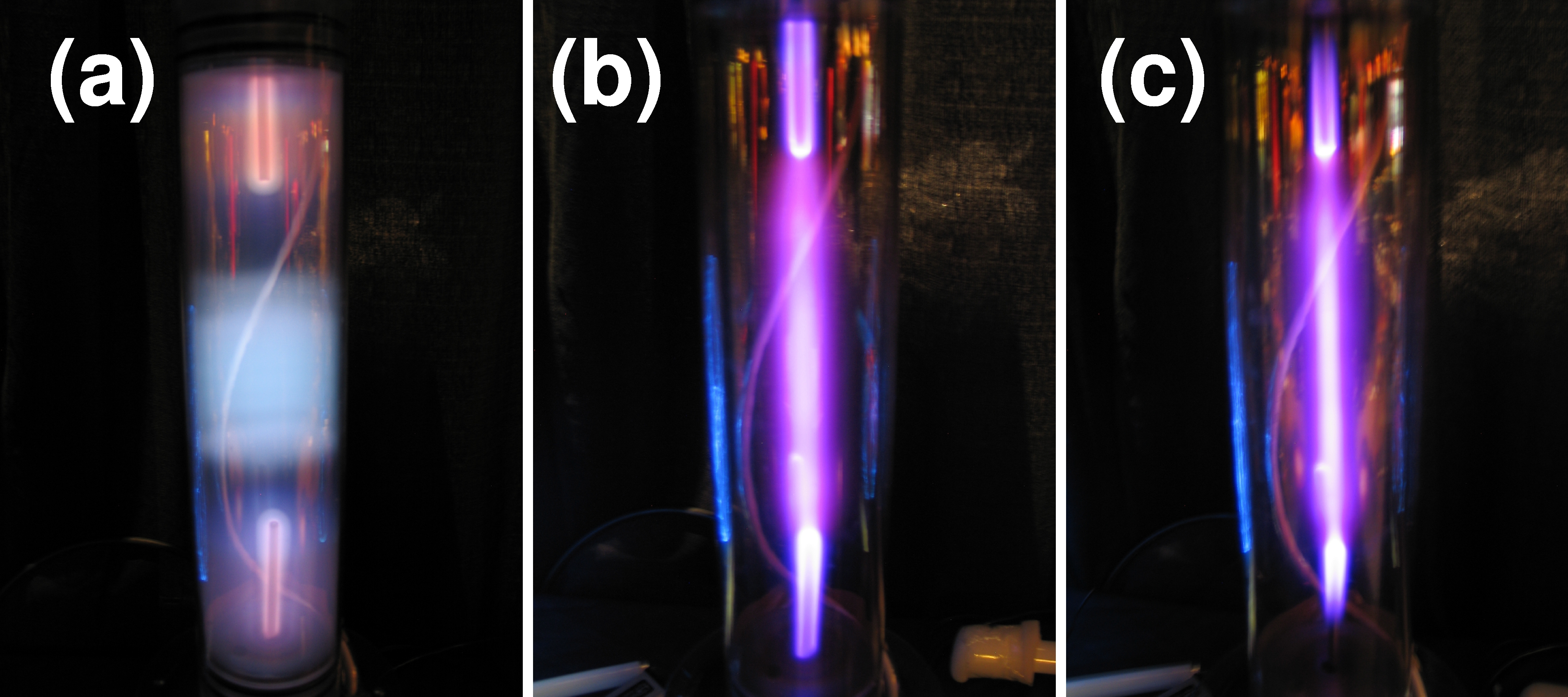
تفريغ كهريائي في غاز الآرغون.

التفريغ الكهربائي في الغاز هو حدث فيزيائي، يقع عندما تمرير تيار كهربائي في وسط غازي، مما يؤدي إلى تأيين الغاز. اعتماداً على عوامل عدة، يمكن لهذا التفريغ الكهربائي أن يصدر ضوءاً في المجال المرئي. يمكن تحفيز عملية التفريغ بوسائل مختلفة.

## الأصناف
يمكن تصنيف التفريغ الكهربائي في الغاز في أنابيب المهبط البارد إلى ثلاثة مناطق ذات صفات تيار-توتر مميزة:
- تفريغ تاونسيند Townsend discharge
- تفريغ توهجي glow discharge
- قوس التفريغ arc discharge

## اقرأ أيضاً
- مصباح تفريغ غازي
- أنبوب تفريغ